# Nicéforo de Constantinopla
Nicéforo I (Constantinopla, 758-Constantinopla, 829), también llamado San Nicéforo, fue un escritor cristiano bizantino y Patriarca de Constantinopla (806-815).

## Biografía
Nació en Constantinopla en el seno de una familia estrictamente ortodoxa, que sufrió la persecución de los iconoclastas: su padre Teodoro, uno de los secretarios del emperador Constantino Copronimo, fue exiliado por su apoyo celoso del uso de imágenes, y su hijo heredó sus convicciones religiosas. Entró al servicio del Imperio, y se convirtió en secretario del gabinete, y bajo la emperatriz Irene, tomó parte del sínodo del 787 como comisionado imperial. Después se retiró a un claustro fundado por él en Propontide, hasta que fue nombrado en otro puesto.
Luego de la muerte de san Tarasio, aun siendo laico, fue elegido patriarca por deseo del emperador (en la Pascua, el 12 de abril del 806). Esta elección poco canónica encontró oposición en la parte estrictamente clerical, oposición que se intensificó hasta romper completamente con Nicéforo, que en cualquier caso era un moralista muy estricto, pero que estuvo de acuerdo con el emperador en restituir al excomulgado sacerdote José.
Luego de disputas teológicas sin sentido, en diciembre del 814, vinieron los insultos personales. Nicéforo al inicio pedía su destitución por excomunión, pero fue forzado a mantenerse a la fuerza, y llevado a uno de los claustros fundados por él, Tou Agathou, y después llamado Tou hagiou Theodorou. De ahí comenzó una polémica literaria por la causa de los iconos contra el sínodo del 815; gracias al cambio de soberanos en el 820, por fin se le prometió tolerancia.
Murió en el monasterio Tou Agathou, reverenciado como mártir (“confesor”, en la iglesia griega). Sus restos fueron llevados solemnemente a Constantinopla por el Patriarca Metodio I de Constantinopla el 13 de marzo del 874, y depositados en la iglesia de los Santos Apóstoles, donde anualmente fueron objeto de devoción imperial. Su fiesta se celebraba este día tanto en las iglesias griega como romana; los griegos además celebran el 2 de junio como el día de su muerte, fecha de su festividad en el actual Martirologio Romano.
Comparado con Teodoro Estudita, Nicéforo parece amigo de la conciliación, conocedor de patrísticas, más inclinado a tomar la defensiva que la ofensiva, y poseedor de un estilo simple y comparativamente casto. Era sencillo en sus reglas eclesiásticas y monásticas y no era partidario en su tratamiento histórico del periodo 610 a 769 (Historia syntomos, breviarium).
Sus tablas de historia universal (Chronographikon syntomon), en pasajes extendidos y continuados, estaban en gran favor de los bizantinos, y circularon también por Occidente en la versión Latina de Anastasio. La Cronografía ofrecía una historia universal desde la época de Adán y Eva hasta su propio tiempo. Al final le anexó un catálogo de libros canónicos, disputados (antilegomena) y apócrifos del Antiguo y Nuevo Testamentos. El catálogo es una estichometría, es decir, indica el número de las líneas de cada obra, lo que permite comparar los textos actualmente aceptados y juzgar qué tanto fue agregado u omitido. Esto es especialmente útil para los apócrifos para los cuales sólo sobrevivieron fragmentos de textos. Mete entre los antilegomena del Nuevo Testamento el Apocalipsis junto con la Epístola de Bernabé, el Apocalipsis de Pedro y el Evangelio de los hebreos.
Las principales obras de Nicéforo son tres escritos que se refieren a la iconoclasia:
- Apologeticus minor, probablemente compuesto antes del 814, una obra explicativa para laicos sobre la tradición y la primera fase del movimiento iconoclasta.
- Apologeticus major, con tres Antirrhetici contra Mamonas-Constantino Coprónimo, un completo dogmatismo sobre la creencia en las imágenes, con una exhaustiva discusión y refutación de las objeciones hechas en oposición a sus obras, así como aquellas hechas de los trabajos de los Padres.
- La tercera de sus mayores obras es una refutación del sínodo iconoclástico del 815 (ed. Serruys, París, 1904).

Nicéforo sigue el camino de Juan Damasceno. Su mérito es la firmeza con que traza sus pruebas literarias y tradicionales, y sus refutaciones detalladas sirven por el conocimiento que aportan de textos importantes aducidos por sus oponentes y en parte tomados de literatura de la iglesia antigua.

## Festividad
En la Iglesia católica su memoria litúrgica se celebra el 2 de junio en el rito romano. Antes de la reforma litúrgica se celebraba el 13 de marzo.